# Лида (футбольный клуб)
«Лида» — белорусский футбольный клуб из города Лида. Основан в 1962 году. Являлся одним из сильнейших клубов Белорусской ССР. Становился 4-кратным чемпионом БССР (1983, 1985, 1986, 1989), двукратным обладателем Суперкубка БССР (1984, 1986), призёром различных турниров БССР.
В настоящий момент команда играет в Первой лиге чемпионата Беларуси по футболу.

## Названия
- «Красное знамя» — 1962
- «Вымпел» — 1963—1970
- «Обувщик» — 1971—1996
- «Лида» — с 1997.

## Достижения

### В БССР
- Чемпион БССР: 1983, 1985, 1986, 1989
- Бронзовый призёр чемпионатов БССР: 1987, 1988
- Победитель Суперкубка БССР: 1984, 1986
- Финалист Суперкубка БССР: 1987, 1990
- Финалист Кубка БССР: 1972, 1982

### В Беларуси
- Победитель Первой лиги (Д2): 1993/1994, 1998
- Победитель Второй лиги (Д3): 2011

## История

### 1962—1971. Истоки
Футбольный клуб в городе Лида был образован в 1962 году под названием «Красное Знамя» («Чырвоны сцяг»). Уже в этом году команда заявилась в чемпионат БССР. Команда попала в первую зону (всего на тот момент было две зоны по 10 команд), в которой в итоге заняла 8 место, опередив команды «Ракета» (Жодино) и барановичский «Салют», который снялся с соревнований. В матче плей-офф за 15-е место команде противостояла полоцкая «Звезда», которой в итоге команда уступила 0:2 и 1:2. В итоге в дебютном для себя сезоне команда заняла 16 место из заявленных 20 команд.
В следующем сезоне клуб стал называться «Вымпел». В чемпионате команда заняла предпоследнее 15-е место. В дальнейшем клуб ещё два года провел в сильнейшем дивизионе чемпионата БССР, а после изменения формулы чемпионата в 1966 году, в которой появились две лиги — команда начала выступать во втором по значимости дивизионе. На протяжении пяти сезонов «Вымпел» был середняком лиги, вплоть до 1971 года, когда команду под свою опеку взяла местная обувная фабрика.

### 1971—1982. Становление клуба
В 1971 году спонсором команды стала «Лидская обувная фабрика». С этого года у команды появилось новое название, которое она носила 25 лет — «Обувщик». В своём дебютном сезоне в сильнейшем дивизионе чемпионата БССР клуб не сумел закрепиться, заняв последнее 12-е место. Однако спустя год вновь вернулся туда, оставшись там до самого обретения БССР независимости. В 1972 году, лидировав во втором дивизионе, команде удалось достичь первой серьёзной ступеньки в своей истории — финала кубка БССР. Противником того матча был один из лидеров белорусского футбола жодинское «Торпедо». «Лида» проиграла 0:2. Также, в 1982 году команды вновь встретились в финале Кубка БССР. Вновь победу одержали жодинские футболисты — 3:0.
В период с 1977 по 1979 годы команда не выступала на республиканском уровне в связи с реконструкцией своего стадиона.
В 1980 году чемпионат БССР стал вновь однодивизионной лигой. Однако в «Лиде» начался болезненный период в становлении команды. Результаты выступления вновь оказались неудачными: команда заняла 22-е место из 23 стартовавших команд. На протяжении трёх сезонов команда не могла зацепиться в десятку сильнейших, но с 1983 года началась светлая полоса для лидского футбола.

### 1983—1991. Среди лучших

Чемпионский состав «Обувщика» в сезоне 1989 года

В 1983 году, финишировав первым в своей зоне, «Обувщик» в финальном матче за чемпионство встречался с минским «Торпедо». В двухматчевом противостоянии команды сыграли вничью 0:0 и 1:1. Лидская команда победила ввиду большей дисциплинированности (две жёлтые карточки против шести минской команды). Уже в следующем сезоне команде удалось впервые выиграть суперкубок БССР. В финальном матче победа была одержана над футболистами из жодинского «Торпедо». В следующем 1985 году «Обувщик» стал двукратным чемпионом БССР, выиграв в финале у тех же жодинских футболистов по сумме двух встреч 3:2.
В 1986 году команда уверенно прошла дистанцию первенства и в финальном противостоянии за чемпионство дважды обыграла бобруйский «Шинник» 1:0. Также в том году команда второй раз выиграла суперкубок БССР. В финале был обыгран солигорский «Шахтёр». Первая встреча завершилась ничейным результатом 1:1, а в ответной игре лидские футболисты разгромили соперников 4:1. Также у команды были и два неудачных финала в суперкубке БССР. Сначала, в следующем 1987 году, футболисты «Шахтёра» обыграв «Лиду» по сумме двух встреч 4:1, а в 1990 году с ещё более крупными 0:6 уступили минскому «Спутнику».
В чемпионате 1987 и 1988 года команда завершала выступление с бронзовыми медалями, а в 1989 году, выиграла в четвёртый раз чемпионат БССР, опередив минский «Спутник» лишь на одно очко. В последних двух сезонах чемпионата БССР команда сдала и завершала выступление на 8-м и 12-м местах соответственно.

### 1992—2000. Независимые времена
С обретением Беларусью независимости появился единый турнир — Чемпионат Беларуси по футболу. С момента его создания в 1992 году «Обувщик» начал выступать в сильнейшем дивизионе. В первом чемпионате команде удалось закрепиться там, заняв 12-е место из 16 команд. Однако уже в следующем сезоне клуб завершил выступление на предпоследнем месте и вылетел во второй дивизион. Однако и в нём команда не задержалась, сходу выиграв турнир в первой лиге. Вернувшись в высший дивизион на три сезона, вновь опустилась вниз. Второе падение случилось в год переименования клуба в ФК «Лида». В 1998 году команда вновь выиграла первую лигу. Именно в том году, команда установила абсолютный рекорд, — 20 туров со старта чемпионата без поражений. В те времена был заметен главный бомбардир клуба — Звиад Бурдзенидзе, который забил в чемпионатах за клуб 68 мячей (23 из которых в 1998 году). Вернувшись в элиту, команда не задержалась там надолго. В 2000 году «Лида» вновь вылетела из высшей лиги. До спасительного 13-го места команде не хватило трёх очков. Заметными игроками в то время также были Витольд Хохлач, Сергей Петрушевский и только начинавший в то время свой путь во взрослом футболе будущий капитан БАТЭ и игрок сборной Беларуси Александр Юревич.

### 2001—2012. Падение
Начиная с 2001 года команда надолго осела во втором дивизионе. «Лида» всегда ставила перед собой задачу выйти в высшую лигу, однако в 2006 ситуация сильно изменилась — она вылетела в третий дивизион. В 2007 году команда сходу вернулась в первую лигу, заняв в третьем дивизионе второе место. Однако в 2010 в команде произошёл серьёзный провал — команда вновь покинула первую лигу, завершив чемпионат на последнем месте в первой лиге. В следующем сезоне команда уверенно прошла дистанцию во второй лиге. Главной ударной силой в том сезоне стал Дмитрий Денисюк, забивший в 30 матчах 30 голов. Это лучший в истории[чего?] бомбардирский показатель за сезон. В начале сезона 2012 клуб пробился в 1/4 финала Кубка Беларуси, где уступил новополоцкому «Нафтану». Тем самым, это достижение в кубке пока остаётся лучшим в истории (подобное достижение было лишь в 2000 году). В чемпионате в том сезоне удалось закрепиться в первой лиге, заняв 11 место.

### С 2013. Реабилитация
Отлично начав сезон в 2013 году, «Лида» сумела также ровно пройти весь чемпионат, заняв в итоге 4-е место, лучший результат за последние 13 лет.
В 2019 году некоторым игрокам "Лиды" были предъявлены обвинения в участии в договорных матчах.

## Символика

### Цвета клуба
Традиционными цветами клуба на протяжении полувековой истории оставались красный и белый. Резервным цветом для клуба является синий.
| Красный | Белый | Синий |

### Логотип
Логотип был утверждён в 1971 году, когда команда сменила название на «Обувщик» — основного спонсора команды. В 1997 году, после переименования клуба в ФК Лида было решено и изменить логотип клуба. Тем самым старый логотип клуба продержался 35 лет.

## Стадионы

### Городской стадион
«ЦСК Юность» — многофункциональный стадион в г. Лида. В настоящее время используется для городских соревнований и проведения футбольных матчей. Является домашним стадионом футбольного клуба «Лида».
- Построен: 1962
- Открыт: 1962
- Вместимость: 2 870 мест
- Домашняя команда: «ФК Лида»
- Размеры поля: 104×68 м

### Стадион «Старт»

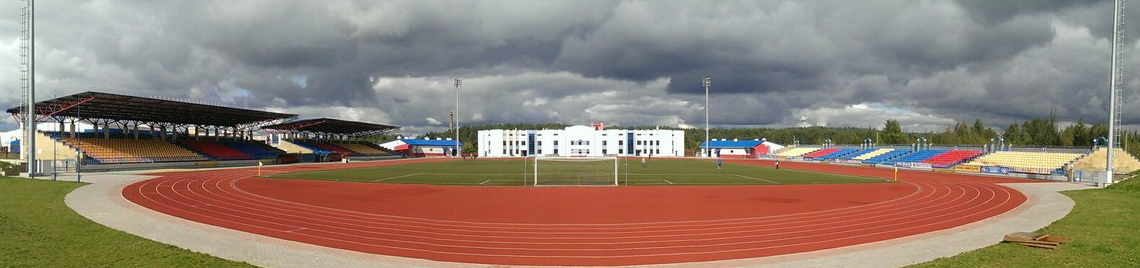
Панорамный вид стадиона «Старт»

Новый стадион построен специально к республиканскому празднику «Дожинки-2010» в г. Лида в 2010 году. Помимо стадиона, на прилегающей территории также находятся другие спортивные объекты, такие как Ледовый дворец и СОК «Олимпия».
В 2013 году стадион был полностью сдан в эксплуатацию. Вместимость арены составило 2960 мест. С этого же года стадион стал новой домашней ареной футбольного клуба «Лида».
- Построен: 2010
- Открыт: 2013
- Вместимость: 2 960 мест
- Домашняя команда: «ФК Лида»
- Размеры поля: 104×68 м

## Статистика

### Чемпионат Беларуси
| Сезон   | Д  | Место   | И  | В  | Н  | П  | Мячи    | Очки | Бомбардир                       | Место в Кубке |
| ------- | -- | ------- | -- | -- | -- | -- | ------- | ---- | ------------------------------- | ------------- |
| 1992    | Д1 | 12 (16) | 15 | 4  | 3  | 8  | 13 — 18 | 11   | О.Савицкий—4                    | 1/8 финала    |
| 1992/93 | Д1 | 16 (17) | 32 | 4  | 9  | 19 | 15 — 45 | 17   | В.Михальцов—5                   | 1/16 финала   |
| 1993/94 | Д2 | 1 (16)  | 28 | 20 | 6  | 2  | 49 — 14 | 46   | А.Вербицкий, А.Кузнецов —8      | 1/16 финала   |
| 1994/95 | Д1 | 8 (16)  | 30 | 10 | 10 | 10 | 32 — 36 | 30   | З.Бурдзенидзе—7                 | 1/8 финала    |
| 1995    | Д1 | 12 (16) | 15 | 4  | 4  | 7  | 15 — 23 | 16   | В.Хохлач—5                      | 1/16 финала   |
| 1996    | Д1 | 15 (16) | 30 | 6  | 6  | 18 | 26 — 43 | 24   | З.Бурдзенидзе—5                 | 1/16 финала   |
| 1997    | Д2 | 3 (16)  | 30 | 20 | 5  | 5  | 59 — 24 | 65   | З.Бурдзенидзе—13                | 1/8 финала    |
| 1998    | Д2 | 1 (16)  | 30 | 23 | 5  | 2  | 65 — 19 | 74   | З.Бурдзенидзе—23                | 1/16 финала   |
| 1999    | Д1 | 13 (16) | 30 | 7  | 4  | 19 | 27 — 64 | 25   | Ю.Жирун—8                       | 1/4 финала    |
| 2000    | Д1 | 14 (16) | 30 | 3  | 10 | 17 | 16 — 60 | 19   | В.Хохлач—3                      | 1/16 финала   |
| 2001    | Д2 | 9 (15)  | 28 | 9  | 7  | 12 | 27 — 33 | 34   | З.Бурдзенидзе—7                 | 1/32 финала   |
| 2002    | Д2 | 6 (16)  | 30 | 14 | 4  | 12 | 39 — 39 | 46   | Ал. Третьяк—7                   | 1/32 финала   |
| 2003    | Д2 | 8 (16)  | 30 | 13 | 4  | 13 | 35 — 45 | 43   | Д.Сафронов—12                   | не участв.    |
| 2004    | Д2 | 8 (16)  | 30 | 11 | 7  | 12 | 37 — 30 | 40   | Ал. Третьяк—6                   | 1/8 финала    |
| 2005    | Д2 | 10 (16) | 30 | 10 | 7  | 13 | 41 — 43 | 37   | А.Масло—10                      | 1/16 финала   |
| 2006    | Д2 | 13 (14) | 26 | 6  | 5  | 15 | 23 — 45 | 23   | А.Масло—6                       | 1/16 финала   |
| 2007    | Д3 | 2 (16)  | 30 | 20 | 5  | 5  | 78 — 34 | 70   | С.Цыбуль—13                     | 1/16 финала   |
| 2008    | Д2 | 11 (14) | 26 | 6  | 7  | 13 | 24 — 45 | 25   | А.Довгилевич—5                  | 1/16 финала   |
| 2009    | Д2 | 11 (14) | 26 | 6  | 8  | 12 | 19 — 31 | 26   | А.Довгилевич—9                  | 1/32 финала   |
| 2010    | Д2 | 16 (16) | 30 | 4  | 7  | 19 | 23 — 59 | 19   | Д.Дубатовка—5                   | 1/16 финала   |
| 2011    | Д3 | 1 (16)  | 30 | 23 | 4  | 3  | 60 — 21 | 73   | Д.Денисюк—30                    | 1/4 финала    |
| 2012    | Д2 | 11 (15) | 28 | 8  | 6  | 14 | 32 — 49 | 30   | А.Добровольский, А.Татарников—5 | 1/16 финала   |
| 2013    | Д2 | 4 (16)  | 30 | 15 | 7  | 8  | 53 — 38 | 52   | Д.Ковалёнок—12                  | 1/16 финала   |
| 2014    | Д2 | 14 (16) | 30 | 10 | 1  | 19 | 46 — 64 | 31   | А.Татарников—12                 | 1/16 финала   |
| 2015    | Д2 | 6 (16)  | 30 | 15 | 5  | 10 | 60 — 53 | 50   | А.Довгилевич, А.Добровольский—9 | 1/16 финала   |
| 2016    | Д2 | 6 (14)  | 26 | 11 | 5  | 10 | 26 — 33 | 38   | М.Дубай—5                       | 1/16 финала   |
| 2017    | Д2 | 14 (16) | 30 | 6  | 10 | 14 | 28 — 39 | 28   | Р.Грибовский—8                  | 1/32 финала   |
| 2018    | Д2 | 4 (15)  | 28 | 18 | 4  | 6  | 45 — 18 | 58   | А. Лясюк—8                      | 1/16 финала   |
| 2019    | Д2 | 7 (15)  | 28 | 12 | 8  | 8  | 49 — 32 | 44   | Н.Зенько—10                     | 1/16 финала   |
| 2020    | Д2 | 7 (14)  | 26 | 9  | 7  | 10 | 37 — 42 | 31   | Я. Сенкевич—10                  | 1/32 финала   |

| Лига  | Участия | Игр | В   | Н   | П   | З-П мячи    |
| ----- | ------- | --- | --- | --- | --- | ----------- |
| Д1    | 7       | 182 | 38  | 46  | 98  | 144 — 289   |
| Д2    | 20      | 574 | 237 | 118 | 219 | 790 — 743   |
| Д3    | 2       | 60  | 43  | 9   | 8   | 138 — 55    |
| Всего | 29      | 816 | 318 | 173 | 325 | 1072 — 1087 |

Примечания:
- Начиная с сезона 1995 в чемпионате Беларуси за победу стали начислять 3 очка.
- Голубым цветом выделен наивысший результат в чемпионатах Беларуси.

### Кубок Беларуси
Команда принимала участие практически во всех Кубках Беларуси (за исключением сезона 2003/04).
Наивысшим достижением являются сезоны 1999/2000 и 2011/12 гг. в которых команда добиралась до 1/4 финала. Лучшим бомбардиром команды является Александр Третьяк. На его счету 5 голов (с 2004 по 2010 гг.).
| Участия | Игр | В  | Н | П  | З-П мячи |
| ------- | --- | -- | - | -- | -------- |
| 28      | 49  | 19 | 4 | 26 | 71 — 86  |

## Состав команды
| 1  | Флаг Беларуси | Вр  | Артём Янушко     | 2007 |  |  |  |  |
| 16 | Флаг Беларуси | Вр  | Алексей Васильев | 2004 |  |  |  |  |
| 25 | Флаг Беларуси | Вр  | Евгений Гремза   | 1995 |  |  |  |  |
|    |               |     |                  |      |  |  |  |  |
| 2  | Флаг Беларуси | Защ | Егор Конончук    | 2004 |  |  |  |  |
| 3  | Флаг России   | Защ | Антон Лазарев    | 1996 |  |  |  |  |
| 5  | Флаг Беларуси | Защ | Никита Тарбяков  | 2002 |  |  |  |  |
| 6  | Флаг Беларуси | Защ | Георгий Белов    | 2007 |  |  |  |  |
| 7  | Флаг Беларуси | Защ | Азам Раджабов    | 1993 |  |  |  |  |
| 14 | Флаг Беларуси | Защ | Денис Ходыко     | 2005 |  |  |  |  |
| 22 | Флаг Беларуси | Защ | Владимир Манаев  | 2004 |  |  |  |  |
|    |               |     |                  |      |  |  |  |  |
| 4  | Флаг Беларуси | ПЗ  | Никита Карпук    | 2003 |  |  |  |  |
| 8  | Флаг Беларуси | ПЗ  | Арсений Галушко  | 2003 |  |  |  |  |

| 11 | Флаг Беларуси | ПЗ  | Даниил Куцепалов  | 1998 |  |  |  |  |
| 13 | Флаг Беларуси | ПЗ  | Евгений Карпович  | 2001 |  |  |  |  |
| 17 | Флаг Беларуси | ПЗ  | Марат Василькевич | 2005 |  |  |  |  |
| 18 | Флаг Беларуси | ПЗ  | Егор Зайцев       | 2007 |  |  |  |  |
| 19 | Флаг России   | ПЗ  | Руслан Аскеров    | 2001 |  |  |  |  |
| 20 | Флаг России   | ПЗ  | Никита Торгашев   | 1999 |  |  |  |  |
| 23 | Флаг Либерии  | ПЗ  | Тито Йорми        | 2002 |  |  |  |  |
|    |               |     |                   |      |  |  |  |  |
| 9  | Флаг Беларуси | Нап | Роман Грибовский  | 1995 |  |  |  |  |
| 10 | Флаг России   | Нап | Никита Шепет      | 2003 |  |  |  |  |
| 15 | Флаг Беларуси | Нап | Кирилл Черняк     | 2007 |  |  |  |  |
| 21 | Флаг Беларуси | Нап | Александр Бурнос  | 1999 |  |  |  |  |

## Рекордсмены клуба
|    |         | По числу голов        |       |       |       |  |
| М  | Позиция | Игрок                 | Чемп. | Кубок | Всего |  |
| -- | ------- | --------------------- | ----- | ----- | ----- |  |
| 1  | Нап     | Звиад Бурдзенидзе     | 68    | 1     | 69    |  |
| 2  | Пол     | Алексей Добровольский | 42    | 3     | 45    |  |
| 3  | Нап     | Александр Третьяк     | 39    | 5     | 44    |  |
| 4  | Нап     | Александр Довгилевич  | 40    | 2     | 42    |  |
| 5  | Нап     | Александр Татарников  | 36    | 4     | 40    |  |
| 6  | Пол     | Дмитрий Сафронов      | 37    | 2     | 39    |  |
| 7  | Защ     | Витольд Хохлач        | 33    | 3     | 36    |  |
| 8  | Пол     | Сергей Петрушевский   | 34    | 0     | 34    |  |
| 9  | Нап     | Дмитрий Денисюк       | 30    | 2     | 32    |  |
| 10 | Защ     | Юрий Каратай          | 26    | 0     | 26    |  |
| 10 | Пол     | Юрий Ходыко           | 24    | 2     | 26    |  |

|    |         | По числу матчей       |       |       |       |  |
| М  | Позиция | Игрок                 | Чемп. | Кубок | Всего |  |
| -- | ------- | --------------------- | ----- | ----- | ----- |  |
| 1  | Пол     | Сергей Петрушевский   | 452   | 23    | 475   |  |
| 2  | Защ     | Юрий Каратай          | 305   | 19    | 324   |  |
| 3  | Защ     | Сергей Салыго         | 305   | 13    | 318   |  |
| 4  | Защ     | Дмитрий Макаренко     | 281   | 18    | 299   |  |
| 5  | Пол     | Юрий Ходыко           | 273   | 20    | 293   |  |
| 6  | Защ     | Витольд Хохлач        | 268   | 12    | 280   |  |
| 7  | Пол     | Дмитрий Сафронов      | 257   | 21    | 278   |  |
| 8  | Пол     | Алексей Добровольский | 254   | 20    | 274   |  |
| 9  | Пол     | Александр Матюк       | 233   | 14    | 247   |  |
| 10 | Нап     | Александр Третьяк     | 215   | 12    | 227   |  |

Жирным шрифтом выделены игроки, ныне играющие в команде

## Главные тренеры
| - 1962—1971 Леонид Булей - 1972—1988 Владимир Гришанович - 1989—1993 Иван Прохоров - 1993 Владимир Гришанович - 1994—1996 Андрей Петров - 1996—1997 Генрих Романовский - 1998—2000 Иван Прохоров - 2000—2001 Андрей Петров - 2001—2004 Виталий Рашкевич - 2004—2005 Алексей Шубенок - 2005—2006 Дмитрий Макаренко |  | - 2007 Игорь Фролов - 2008 Павел Батюто / Сергей Петрушевский - 2009 Андрей Петров - 2010 Сергей Петрушевский / Сергей Салыго - 2011—2012 Игорь Фролов - 2013—2014 Андрей Петров - 2015 Максим Лычёв - 2015 Дмитрий Макаренко (и. о.) - 2016 Виталий Таращик - 2016 Вячеслав Геращенко - 2017 Пётр Качуро - 2017—2018 Сергей Солодовников |  | - 2019 Вячеслав Геращенко - 2020—н. в. Юрий Каратай |